# Horio Tadaharu
Horio Tadauji (堀尾 忠晴?; 1596 – 26 ottobre 1633) è stato un Tozama daimyō giapponese del periodo Edo, nipote di Horio Yoshiharu.

## Biografia
Suo padre fu Horio Tadauji e suo nonno Horio Yoshiharu. Fu il terzo capo del clan Matsue. Sposò Binhime, figlia di Okudaira Iemasa del dominio di Utsunomiya e figlia adottiva di Tokugawa Hidetada.
Nel 1604 Tadaharu succedette alla guida del clan dopo la morte prematura di suo padre Tadauji; suo nonno fece di fatto il reggente a causa della giovane età. Tra il 1607 e il 1611 completò la costruzione del castello di Matsue. Yoshiharu morì nel 1611 e Tadaharu prese la guida del clan. Durante l'assedio di Osaka guidò 800 uomini al servizio di Tokugawa Ieyasu.
Nel 1619 quando Fukushima Masanori perse i suoi domini, Tadaharu ricevette il castello di Hiroshima, che era governato precedentemente da Masanori.
Tadaharu morì nel 1633. La linea principale del clan Horio fu estinta; tuttavia, un ramo della famiglia divenne servitrice del clan Matsudaira nel dominio Matsue.
Nel tempio Enjō-ji a Matsue si trova una statua di legno di Tadaharu.